# Raining Blood
"Raining Blood" é uma canção da banda americana de thrash metal Slayer. Escrita por Jeff Hanneman e Kerry King para o álbum de estúdio Reign in Blood, de 1986, o conceito religioso da canção é sobre a derrubada do Céu.
A música tem quatro minutos e quatorze segundos de duração. Começa com 33 segundos de efeitos sonoros de chuva e termina com um minuto de mais efeitos sonoros de chuva. Descrita como um "clássico" pela Allmusic, é notada pelos fãs como uma das músicas mais populares do Slayer. Como uma adição quase permanente aos seus sets ao vivo, tanto Hanneman quanto King a reconheceram como sua música favorita para tocar ao vivo. Muitas das performances ao vivo do Slayer da música foram capturadas nos álbuns ao vivo da banda e também em álbuns de compilação multi-banda, incluindo MTV2 Headbangers Ball.

## Escrita e conceito
"Raining Blood" foi escrita por Jeff Hanneman e Kerry King. DX Ferris disse que "quando Hanneman escreveu a música, ele imaginou uma cena de uma rua escura ou beco sangrento", e mais tarde disse que a música "descreveu uma alma banida desperta e faminta por vingança". O segundo verso foi escrito por King, que "pegou o título de Hanneman e em sua nova direção".
A música, junto com o resto de Reign in Blood, foi gravada em 1986 em Los Angeles, Califórnia, com o produtor Rick Rubin.
Hanneman explicou que "é sobre um cara que está no Purgatório porque foi expulso do Céu. Ele está esperando por vingança e quer foder aquele lugar." King disse mais tarde que "o resto da música explica o que acontece quando ele começa a foder as pessoas. A letra 'Return to power draws close' é porque ele está esperando ficar forte o suficiente novamente para derrubar o Céu. E então 'Fall into me, the sky's crimson tears' é o sangue de todos fluindo para ele. Então, basicamente, 'Raining Blood' é o sangue de todos os anjos caindo sobre ele."

## Composição
"Raining Blood" tem quatro minutos e quatorze segundos de duração e é a faixa de encerramento de Reign in Blood. A música é uma das três músicas do álbum que ultrapassam três minutos de duração. Steve Huey, do Allmusic, propôs que "Reign in Blood abre e fecha com faixas um pouco mais longas (os clássicos 'Angel of Death' e 'Raining Blood') cujos riffs mais lentos oferecem a maioria das poucas dicas de melodia do álbum." A música da música foi escrita exclusivamente pelo guitarrista Hanneman (que também foi o principal compositor das letras da música), que apresentou hostilidade e raiva em sua escrita. Huey também observou que "os riffs são construídos em um cromatismo atonal que soa tão repugnante quanto a violência gráfica retratada em muitas das letras", e disse que era "monstruosamente" e "terrivelmente evocativo".
Clay Jarvis da Stylus Magazine escreveu que a música possuía "uma introdução enganosa, de terra arrasada, um interlúdio sinistro de tempestade e triplo tom-tom e um dos riffs mais reconhecíveis da história do metal. É um final dinâmico, explosivo e adequado para uma experiência violenta e notável." DX Ferris, autor do livro 33⅓ Reign In Blood, escreveu que a música "ganha vida com seu riff principal, as dez notas mais reconhecíveis do metal, uma escala diminuída descendo pelo braço da guitarra que é o riff de guitarra mais foda desde 'Sweet Leaf' do Black Sabbath." O guitarrista Kerry King disse que "A introdução é grande com as duas harmonias e então a primeira batida que Dave [Lombardo] faz, aquela coisa do bumbo duplo, e é como um galope para trás que faz a multidão ir onde quer que você esteja." A peça termina com um minuto inteiro de "efeitos sonoros de chuva", encerrando Reign in Blood.

## Recepção crítica
Clay Jarvis, da Stylus Magazine, disse que a música é adequada para ser a canção de encerramento de Reign in Blood, e também observou que a música, junto com outras canções de Reign in Blood, tem "guitarras maníacas e de serra, monções de bumbo duplo rolando e latidos vindos da garganta - tudo perfeito e preciso - que ainda arrasa qualquer banda que toque rápido e/ou pesado hoje em dia". J. Bennett afirmou que a música "ainda faz outras bandas de metal soarem como frágeis covardes". Steve Huey disse que era um clássico e que seus "riffs mais lentos oferecem a maioria das poucas dicas de melodia do álbum". Derrick Harris, editor do jornal oficial da Universidade de Wisconsin-Eau Claire, disse que tinha um "solo arrebatador". Alcançou a posição 64 no Reino Unido, onde permaneceria na parada por três semanas.
"Raining Blood" foi considerada retrospectivamente uma das melhores músicas da banda e uma das melhores músicas do metal. Em 2012, a Loudwire classificou a música como número um em sua lista das 10 melhores músicas do Slayer, e em 2020, a Kerrang classificou a música como número dois em sua lista das 20 melhores músicas do Slayer. Em 2023, a Rolling Stone classificou a música como número oito em sua lista das 100 melhores músicas de heavy metal.

## Apresentações ao vivo
"Raining Blood", junto com a faixa de abertura do Reign in Blood, "Angel of Death", é uma adição quase permanente ao set-list ao vivo do Slayer, e era a faixa favorita de Hanneman e King para tocar ao vivo. No final do DVD Still Reigning, há um final com a banda coberta de sangue falso durante a apresentação de "Raining Blood". Quando perguntados sobre qual música é a melhor, ambos os guitarristas do Slayer responderam "Raining Blood". Hanneman admitiu que "ainda ama tocar essa música ao vivo. Você pensaria que estaríamos cansados dela - quero dizer, eu adoraria saber quantas vezes a tocamos ao vivo. Isso seria realmente interessante." King disse "poderíamos estar tocando na frente de Alanis Morissette, e a multidão adora a parte."
King disse à D.X. Ferris que "sempre que 'Raining Blood' entra no set, ela eletrifica a multidão inteira. As pessoas simplesmente cagam quando você acerta as primeiras notas. Tipo 'Jesus Cristo, é uma guitarra, acalme-se.'" No passado, o Slayer usava sangue falso para cobrir seus corpos ao tocar a música ao vivo. No entanto, quando questionado sobre o uso de sangue falso em apresentações futuras, King comentou: "É hora de seguir em frente, mas nunca diga nunca. Eu sei que o Japão nunca viu isso, a América do Sul e a Austrália nunca viram isso. Então, nunca se sabe."

## Aparições em outras mídias
A música foi apresentada no 127º episódio de South Park, "Die Hippie, Die", que foi ao ar em 16 de março de 2005. O guitarrista do Slayer, Kerry King, achou o episódio engraçado e expressou seu interesse no programa, mencionando-o em uma entrevista, dizendo: "Foi bom ver a música sendo bem utilizada. Se podemos horrorizar alguns hippies, fizemos nosso trabalho."
A música também foi incluída na estação de rádio "V-Rock" do jogo Grand Theft Auto: Vice City. "Raining Blood" é uma música jogável no videogame Guitar Hero III: Legends of Rock, onde é conhecida por ser uma das músicas mais difíceis do setlist do Modo Carreira: um anúncio de emprego de 2008 para futuros testadores de Guitar Hero listou a música como uma das quatro que os candidatos em potencial tinham que ser capazes de tocar no nível de dificuldade mais alto. A música também é apresentada em Guitar Hero: Smash Hits, com o primeiro e único acorde de cinco notas da série. Foi lançada como uma música para download para Rock Band 3 em 10 de abril de 2012, junto com "South of Heaven" e "Seasons in the Abyss". Também foi lançada como uma música para download para Rocksmith 2014 em 19 de maio de 2015, como parte do Slayer Song Pack.
No evento de artes marciais mistas UFC 97, em 18 de abril de 2009, o lutador Chuck Liddell fez sua penúltima aparição no UFC e usou "Raining Blood" como sua música de entrada.
Em 2018, a música foi usada em um comercial da OVO Energy, no qual vemos diversos eletrodomésticos, como máquinas de lavar, micro-ondas e TVs, em uma praia. A música começa aos 30 segundos do comercial, enquanto ouvimos o discurso do filme Network – Rede de Intrigas, de 1976.

## Regravações
A canção foi regravada por Malevolent Creation, Havok, Natalie Prass, Body Count, Vader, Diecast, Quiet Company, Reggie and the Full Effect, e Erik Hinds, que regravou todo o álbum Reign in Blood em um H'arpeggione. Os riffs de guitarra de "Raining Blood" e "Mandatory Suicide" foram sampleados pelo rapper Lil Jon na canção "Stop Fuckin Wit' Me" do álbum Crunk Juice de 2004. Foi a única colaboração de Rick Rubin com Lil Jon no disco. Jon queria criar uma "versão negra" da canção "Institutionalized" do Suicidal Tendencies. O grupo neozelandês de drum and bass Concord Dawn produziu uma versão cover de drum and bass em seu álbum Uprising, no qual eles parcialmente samplearam o famoso riff de abertura da canção.

### Tori Amos
Em 2001, a música foi regravada por Tori Amos em seu álbum de estúdio Strange Little Girls. O cover de "Raining Blood" foi sugerido pelo baixista Justin Meldal-Johnsen, que disse a Amos que ela "tinha tentado praticamente todos os outros gêneros musicais, do rap ao new wave, do punk ao country ao pop, por que não um pouco de metal?" Meldal-Johnsen escolheu o álbum Reign in Blood e, depois de ouvi-lo, Amos concordou em fazer uma versão cover de "Raining Blood". Em uma entrevista, ela afirmou que ao ouvir a música pela primeira vez, a imagem que ela pensou foi "esta bela vulva [risos] ... chovendo sangue sobre esta força masculina abusiva".
King afirma que a capa era estranha; "Levei um minuto e meio para encontrar um ponto na música onde eu sabia onde ela estava. É tão estranho. Se ela nunca tivesse nos contado, nunca teríamos sabido. Você poderia ter tocado para nós e teríamos ficado tipo, 'O que é isso?' Tipo, um minuto e meio depois, ouvi uma linha e pensei, 'Eu sei onde ela está!'" Em resposta, Slayer enviou algumas camisetas para Amos, o que ela disse ter sido apreciado.

## Integrantes
- Tom Araya – baixo, vocais
- Jeff Hanneman – guitarra
- Kerry King – guitarra
- Dave Lombardo – bateria

## Desempenho nas tabelas musicais
| Tabela (1987)                  | Posição |
| ------------------------------ | ------- |
| Reino Unido (UK Singles Chart) | 64      |